# Schloss Kroměříž

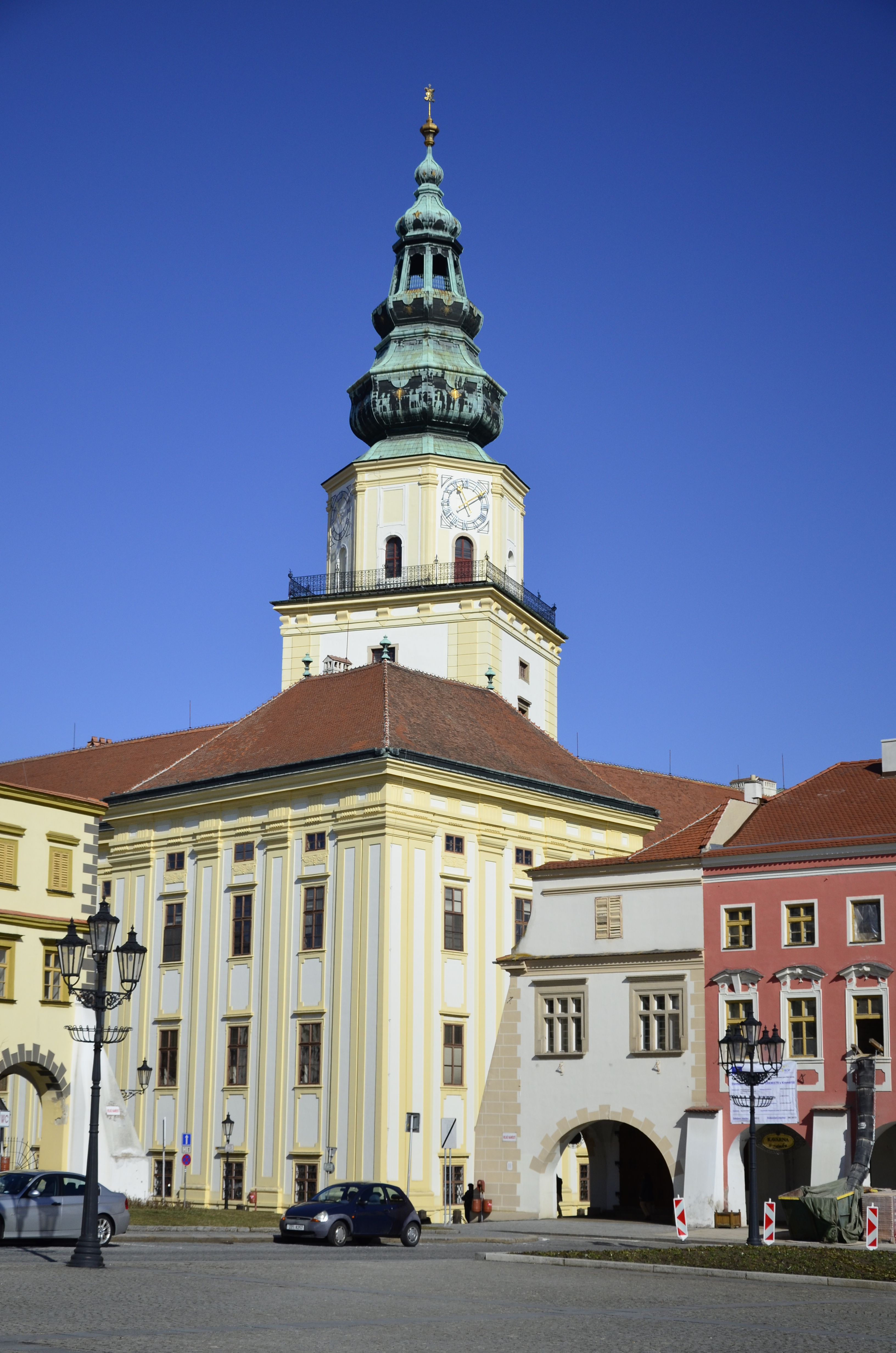
Schloss Kremsier, Ansicht vom Großen Platz

Schloss Kroměříž (tschechisch Zámek Kroměříž) im mährischen Kroměříž (deutsch Kremsier) ist ein barocker Profanbau in Tschechien. Das ehemalige Erzbischöfliche Schloss wurde zusammen mit dem Schlosspark  und dem Blumengarten im Jahre 1998 in die UNESCO-Liste des Weltkulturerbes aufgenommen. Mit rund 178.000 Besuchern im Jahr 2024 ist es eines der meistbesuchten Schlösser Tschechiens.

## Geschichte

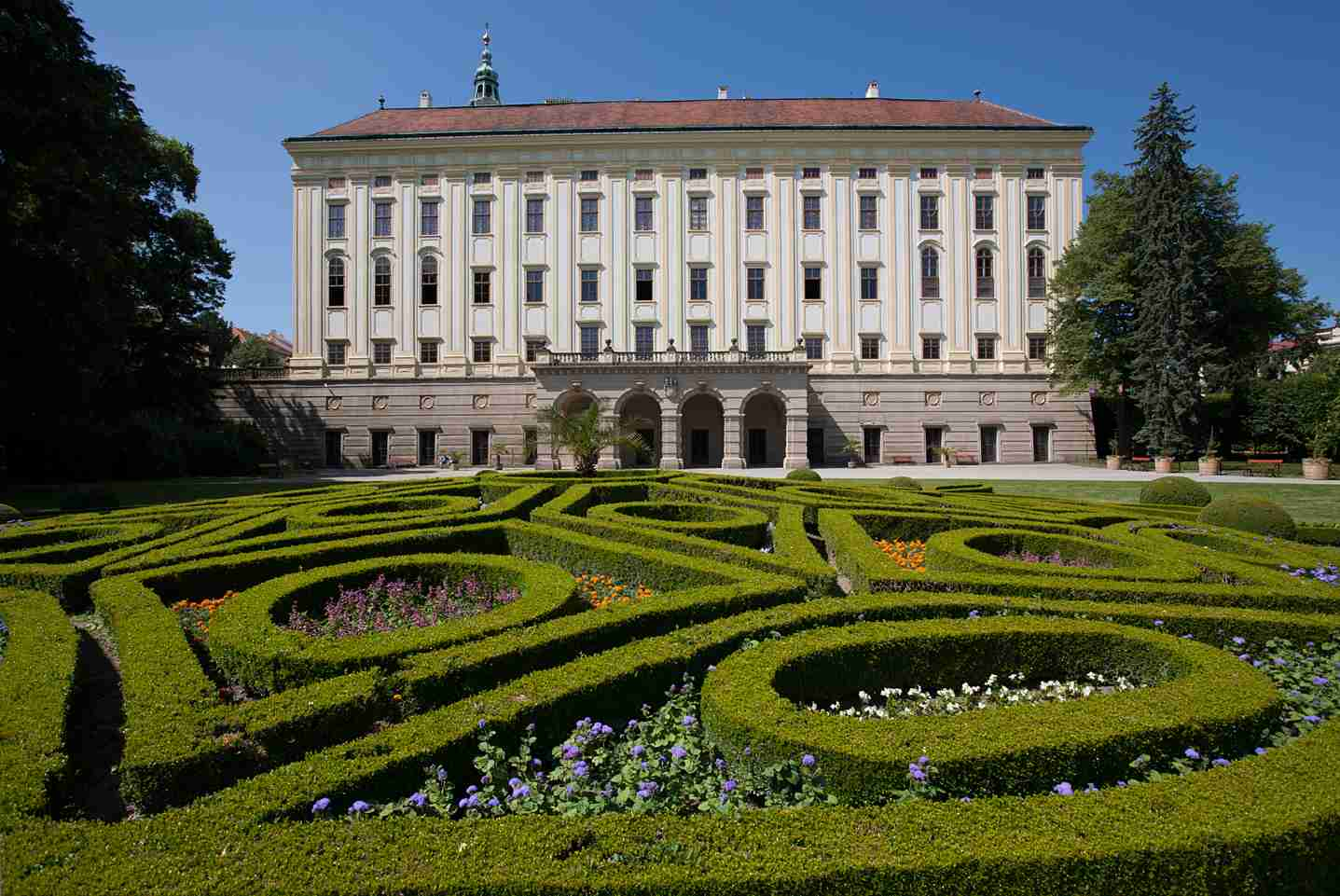
Schloss Kremsier, Ansicht vom Schlosspark

Das Schloss entstand an der Stelle einer gotischen Burg, die an einer Furt errichtet wurde und deren Hauptturm erhalten ist. Anfang des 16. Jahrhunderts veranlasste der Olmützer Bischof Stanislaus Thurzo den Umbau zu einem Renaissanceschloss. Danach diente das Schloss als Hauptresidenz der Olmützer Bischöfe.
Nach den Zerstörungen des Dreißigjährigen Krieges wurde das Schloss ab 1686 unter dem Erzbischof Karl II. von Liechtenstein-Kastelkorn, nach Entwurf der Wiener Architekten Filiberto Lucchese und Giovanni Pietro Tencalla im Stil des Spätbarock neu errichtet. Auch die Anlage des Schlossparks und des Blumengartens geht auf diese Zeit zurück.
Nach einem Brand schuf von 1752 bis 1760 Franz Hiernle die Bildhauer- und Stuckarbeiten für den Lehensaal und die Bibliothek und um 1770 das Empire-Dekor für den großen Saal. Für den erzbischöflichen Residenzgarten lieferte er zwei Plastiken.
Sehenswert sind die Repräsentations- und Wohnräume mit der wertvollen Inneneinrichtung, zu denen der Jagd-, der Rats- und der Thronsaal sowie der Rosen- und der Zarensalon gehören. Außerordentlich wertvoll ausgestattet sind der Vasallensaal mit Deckenfresken von Franz Anton Maulbertsch, die Schlossbibliothek mit einem Deckengemälde des Brünner Malers Josef Stern und der Reichstagssaal mit drei Deckengemälden von F. Adolf von Freenthal. Die sala terrena ist reich geschmückt mit Stuckaturen von Baldassare Fontana.
Die Gemäldegalerie des Schlosses ist nach der Prager Nationalgalerie die zweitbedeutendste in Tschechien. In zehn Sälen werden hervorragende Werke der deutschen, italienischen und niederländischen Malerei des 15. bis 19. Jahrhunderts gezeigt. Dazu gehören u. a. Gemälde von Lucas Cranach dem Älteren, Hans von Aachen, Jacob Bassano, Paolo Veronese, Tizians Schindung des Marsyas, Jan Breughel dem Älteren, Anthonis van Dyck, Johann Heinrich Schönfeld.
Besonders wertvoll sind die Bestände im Musikarchiv von Schloss Kremsier, u. a. befinden sich dort Autographe von Heinrich Ignaz Franz Biber und Pavel Josef Vejvanovský.
Bis zum Jahre 1949 befand sich das Schloss im Besitz der Erzbischöfe von Olmütz. Heute befindet sich das Schloss im staatlichen Besitz, während die Gemäldegalerie und das Interieur dem Erzbistum Olmütz gehören.